# 小叶澜沧豆腐柴
小叶澜沧豆腐柴（学名：Premna mekongensis var. meiophylla）为马鞭草科豆腐柴属下的一个变种。

## 扩展阅读
- 維基物種上的相關：小叶澜沧豆腐柴